# 8503 Масакацу
8503 Масакацу (8503 Masakatsu) — астероїд головного поясу, відкритий 21 листопада 1990 року.
Тіссеранів параметр щодо Юпітера — 3,631.